# Lachapelle-sous-Chanéac
Lachapelle-sous-Chanéac – miejscowość i gmina we Francji, w regionie Owernia-Rodan-Alpy, w departamencie Ardèche.
Według danych na rok 1990 gminę zamieszkiwały 162 osoby, a gęstość zaludnienia wynosiła 18 osób/km² (wśród 2880 gmin regionu Rodan-Alpy Lachapelle-sous-Chanéac plasuje się na 1460. miejscu pod względem liczby ludności, natomiast pod względem powierzchni na miejscu 1202.).